# Slade Heathcott
Zachary Slade Heathcott (né le 28 septembre 1990 à Texarkana, Texas, États-Unis) est un voltigeur de la Ligue majeure de baseball.

## Carrière
Joueur de baseball à son école secondaire, la Texas High School de Texarkana, Slade Heathcott est le choix de première ronde des Yankees de New York au repêchage amateur en 2009. Il est le 29e athlète sélectionné au total cette année-là et un choix que les Yankees obtiennent en compensation pour avoir été incapable de mettre sous contrat leur sélection de premier tour l'année précédente, le lanceur Gerrit Cole. Heathcott renonce à une bourse pour jouer à l'université d'État de Louisiane et reçoit des Yankees une prime de 2,2 millions de dollars lors de la signature de son premier contrat professionnel en août 2009. Les Yankees mettent le jeune homme sous contrat malgré des inquiétudes au sujet de sa vie personnelle : il est renvoyé temporairement de l'équipe de baseball de l'école secondaire en raison de ses difficultés scolaires, est arrêté pour conduite en état d'ivresse et connaît divers déboires liés à sa consommation d'alcool. Au cours de sa dernière année d'études, il est découvert, errant et ensanglanté, par la police : Heathcott, rendu inconscient par l'abus d'alcool, a fracassé d'un coup de poing la fenêtre d'une maison de Texarkana choisie au hasard avant de s'enfuir dans un bois avoisinant. Les Yankees de New York découvrent l'ampleur de son problème lorsque, après une soirée passée à boire, il perd son passeport en essayant d'attraper un vol qui devait le mener à un séjour d'entraînement du club en République dominicaine. Le club l'envoie à une réunion des Alcooliques anonymes et lui présente l'ancien joueur professionnel Sam Marsonek, lui-même abstinent après des problèmes d'alcool, qui l'aide à traiter son addiction.
Malgré une opération à l'épaule qui lui fait rater les deux premiers mois de la saison de baseball 2012 en ligues mineures, Slade Heathcoff apparaît au début 2013 au 63e rang de la liste des 100 meilleurs joueurs d'avenir dressée annuellement par Baseball America. Il rencontre un nouvel obstacle lorsqu'il doit après la saison 2014 être opéré au genou droit. Sa remise en forme est plus difficile que prévu et les Yankees sont sur le point de renoncer à lui, mais des efforts supplémentaires prolongent son séjour avec le club et il est assigné au club-école Triple-A, les RailRiders de Scranton, où il dispute 36 matchs en 2015 avant d'être appelé pour la première fois dans les majeures.
Slade Heathcoff fait ses débuts dans le baseball majeur avec les Yankees de New York le 20 mai 2015. Il n'obtient pas de passage au bâton dans ce match joué contre les Nationals de Washington, mais il entre dans la rencontre comme coureur suppléant et patrouille le champ centre.